# Bungkukan
Bungkukan – wieś (desa) w kecamatanie Kelumpang Barat, w kabupatenie Kotabaru w prowincji Borneo Południowe w Indonezji.
Miejscowość ta leży w środkowej części kecamatanu, przy drodze Jalan Jenderal Sudirman.